# Нёвиль-сюр-Марживаль
Нёви́ль-сюр-Маржива́ль (фр. Neuville-sur-Margival) — коммуна во Франции, находится в регионе Пикардия. Департамент коммуны — Эна. Входит в состав кантона Фер-ан-Тарденуа. Округ коммуны — Суасон.
Код INSEE коммуны — 02551.

## Население
Население коммуны на 2010 год составляло 117 человек.
| 1962 | 1968 | 1975 | 1982 | 1990 | 1999 | 2010 |
| ---- | ---- | ---- | ---- | ---- | ---- | ---- |
| 77   | 90   | 83   | 77   | 58   | 91   | 117  |

## Экономика
В 2010 году среди 81 человека трудоспособного возраста (15—64 лет) 58 были экономически активными, 23 — неактивными (показатель активности — 71,6 %, в 1999 году было 66,1 %). Из 58 активных жителей работали 54 человека (30 мужчин и 24 женщины), безработных было 4 (2 мужчин и 2 женщины). Среди 23 неактивных 11 человек были учениками или студентами, 4 — пенсионерами, 8 были неактивными по другим причинам.